# Le Noyer, Savoie
Le Noyer este o comună în departamentul Savoie din sud-estul Franței. În 2009 avea o populație de 177 de locuitori.

## Evoluția populației
| An        | 1975 | 1982 | 1990 | 1999 | 2006 | 2009 |
| --------- | ---- | ---- | ---- | ---- | ---- | ---- |
| Populație | 130  | 126  | 102  | 143  | 164  | 177  |